# Jacques Le Roy (baron)
Pour les articles homonymes, voir Jacques Le Roy (homonymie) et Le Roy.

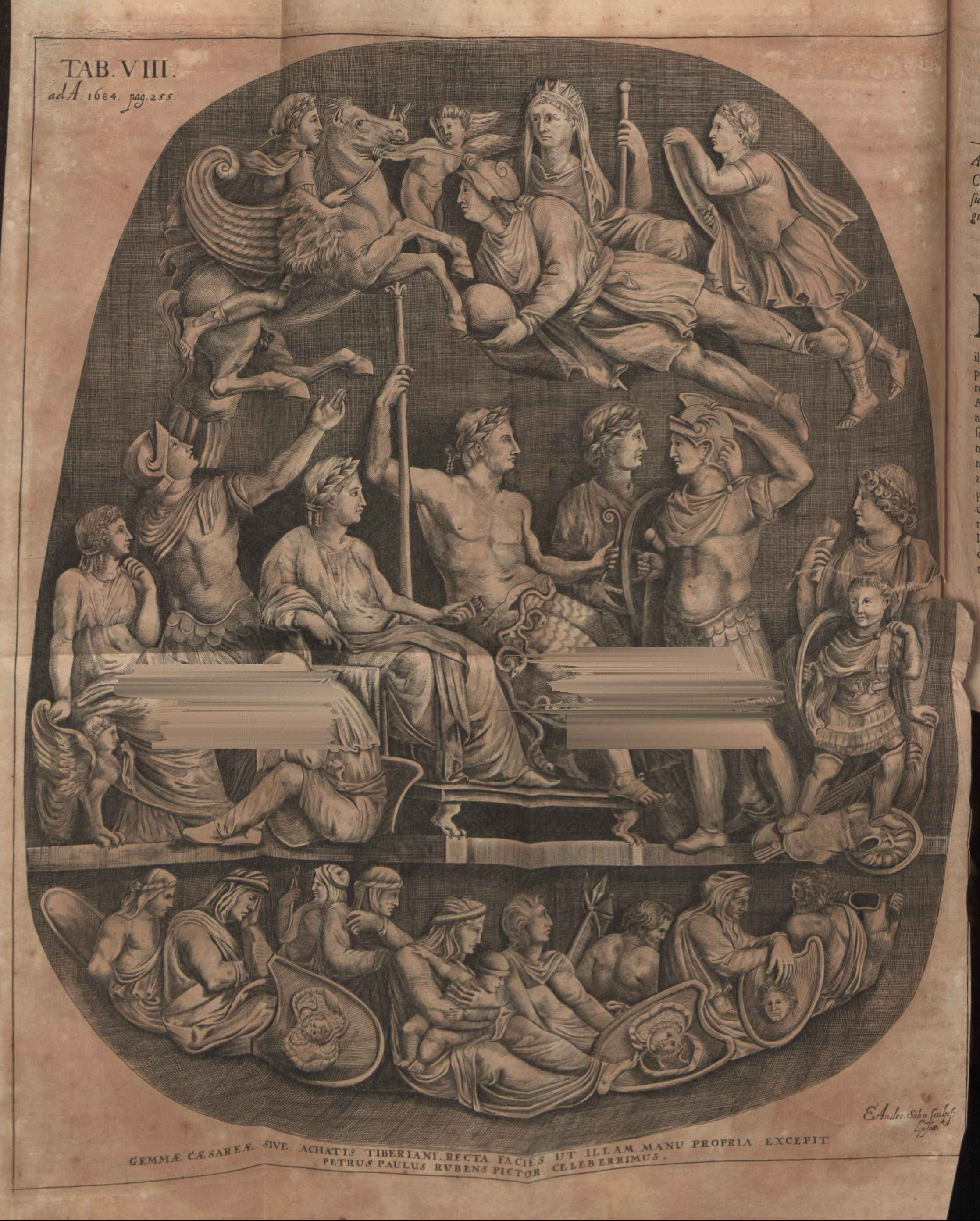
Illustration pour la critique du Achates Tiberianus publiée sur les Acta Eruditorum du 1684

Jacques Le Roy est un magistrat et historien brabançon, né à Anvers le 29 octobre 1633 et mort à Lierre le 7 octobre 1719.
Il est l'auteur de Achates Tiberianus, Sive Gemma Césarée, Antiquité, Argumento, Arte, Historia, Prorsus Incomparabilis (1683).